# Mimus trifasciatus
El sinsonte de Floreana o cucuve de Floreana (Mimus trifasciatus) es una especie de ave paseriforme de la familia Mimidae. Esta especie sólo puebla la isla de Floreana, en las Galápagos.